# Pancake Rocks

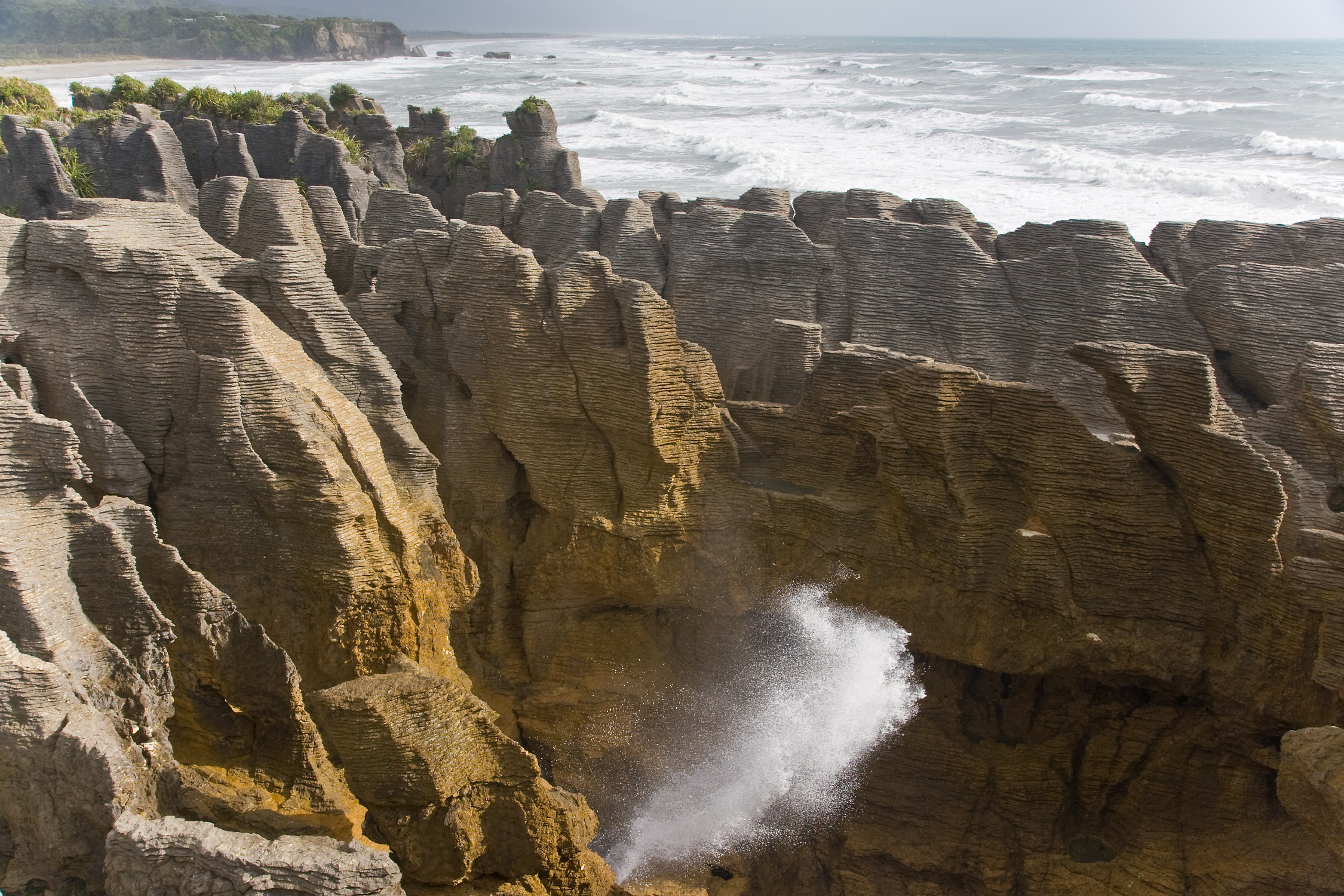
Pancake Rocks mit Blowhole in der Nähe von Punakaiki

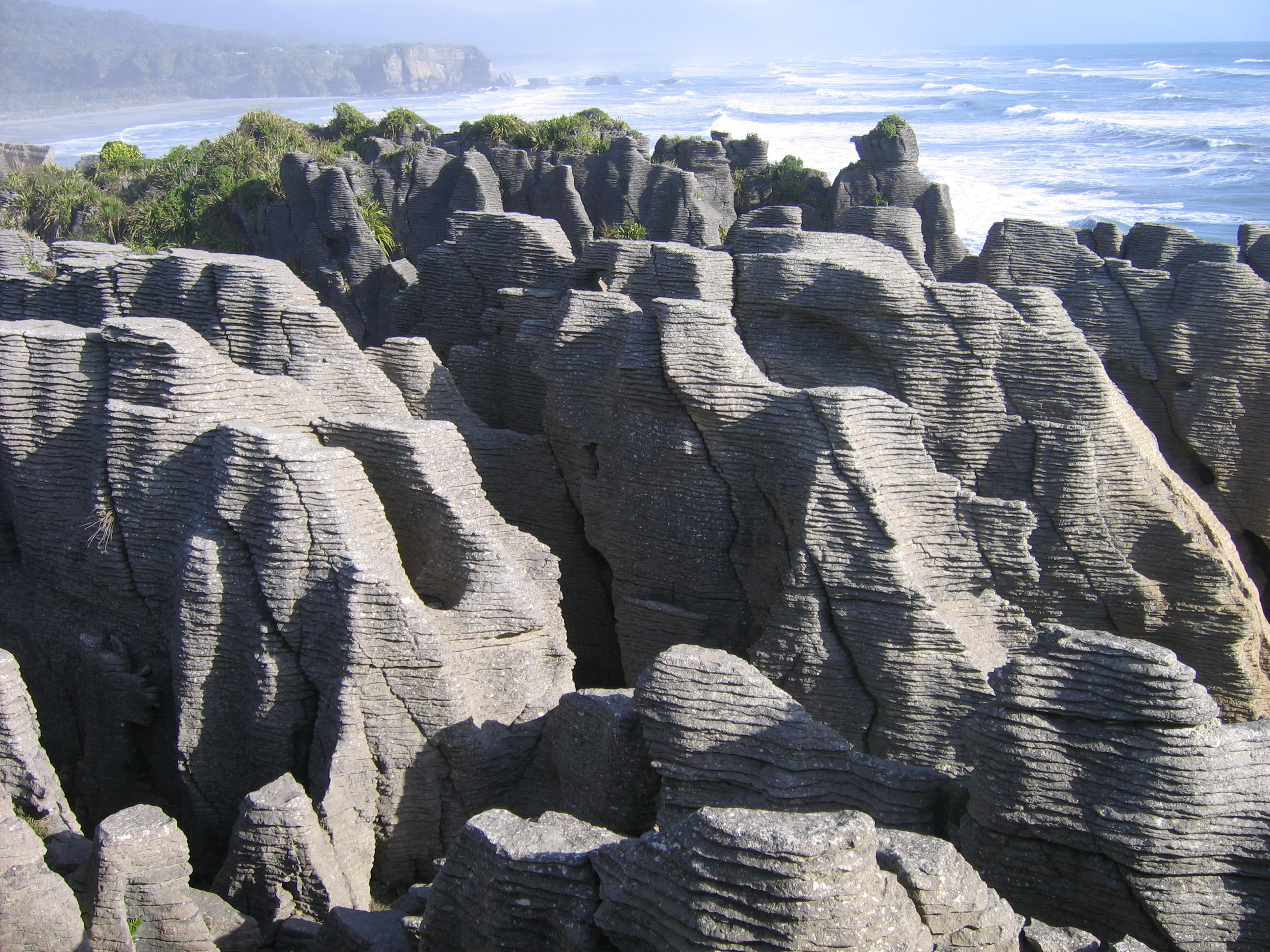
Pancake Rocks

Die Pancake Rocks sind eine Felsformation im Paparoa-Nationalpark auf der Südinsel Neuseelands etwa 40 Kilometer nördlich von Greymouth. Direkt an der Tasmansee gelegen, sehen die Felsen aus wie übereinander geschichtete Eierkuchen, wodurch sie zu ihrem Namen kamen.

## Entstehung
Vor 30 Millionen Jahren übereinander geschichtete Ablagerungen von Kalksedimenten und Tonmineralien, erodieren unterschiedlich schnell. Seit diese Ablagerungen durch eine Landhebung an die Oberfläche gehoben wurden und Wellen, Wind und Regen ausgesetzt sind, schreitet die Abtragung stetig voran. Das Wasser der Brandung bricht sich an den zahlreichen Felsnasen, in Höhlen und Ausspülungen und drückt zurückfließendes Wasser und durchströmende Luft durch enge Löcher und Röhren im Felsen, was oberhalb der Felsen als Blowholes sicht- und durch starkes Zischen in der Luft hörbar wird.

## Zugang
Ein kleiner, teilweise behindertengerecht ausgebauter Rundweg führt durch diese Felsformationen. Von verschiedenen Plattformen aus hat man einen direkten Einblick in die tosenden und spritzenden Brandungslöcher. Das Informationszentrum des Paparoa National Park befindet sich direkt am Eingangsbereich der Pancake Rocks. Ein Parkplatz befindet sich ebenfalls direkt gegenüber dem Zugang am vorbeiführenden New Zealand State Highway 6.